# Jacoby Shaddix
Jacoby Shaddix (* 28. července 1976, Vacaville, Kalifornie, USA) je americký zpěvák, písničkář, rapper, televizní moderátor a herec. Je známý jako frontman americké rockové skupiny Papa Roach založené roku 1993.
Shaddix je jedním ze spolumajitelů rockové módní značky "Lovers Are Lunatics" spolu s návrhářem Jeffeem Henrym. Snaží se o to, aby jejich značka reprezentovala rockovou komunitu a ukázala jejich unikátní umělecký pohled.

## Hudební kariéra
Shaddix je jedním ze zakládajících členů skupiny Papa Roach. Kapelu založil s bývalým bubeníkem Davem Bucknerem, baskytaristou Willemem Jamesemem a kytaristou Benem Lutherem v roce 1993. Název kapely je inspirovaný Shaddixovým nevlastním dědečkem, Howardem Williamem Roatchem, který vystupoval pod přezdívkou „Papa Roach.“ Roatch v roce 2006 spáchal sebevraždu poté, co mu byla diagnostikována nespecifická rakovina v pokročilém stádiu. Na jeho památku byla napsána píseň „Roses on My Grave.“
Shaddix mimo jiné vystupoval v letech 2002 až 2004 pod jménem "John Doe" jako hlavní zpěvák post-hardcorové kapely Fight the Sky. Jednalo se o vedlejší projekt, kde mohl ukázat tvrdší stránku svého hlasu.
V roce 2020 nazpíval sloku k singlu „Heart Of A Champion“ (feat. Papa Roach & Ice Nine Kills) od rap rockové kapely Hollywood Undead. Taktéž se objevil v oficiálním videoklipu skladby „Hourglass“ již zmiňované kapely.

## Osobní život
Shaddix v současné době žije v Sacramentu v Kalifornii se svou ženou Kelly a jejich třemi syny: Makailem, Jaggerem a Brixtonem. Má bratra Brysona a Trevora.
Shaddix přiznal, že od jeho narození do prvního roku života byl spolu se svou rodinou na ulici. Do roku 2012 byl závislý na alkoholu a drogách. Během abstinence měl sebevražedné myšlenky. Přiznal, že během COVID pandemie u něj nastal částečný relaps kvůli stresu, který zapříčinil, že začal kouřit marihuanu. Nicméně, díky přátelům relaps překonal a od té doby marihuanu nekouří.
Shaddix je oddaný křesťan a je známý tím, že na veřejných akcích zpívá křesťanské chvalozpěvy a písně.

## Diskografie

#### Papa Roach
- Old Friends from Young Years (1997)
- Infest (2000)
- Lovehatetragedy (2002)
- Getting Away with Murder (2004)
- The Paramour Sessions (2006)
- Metamorphosis (2009)
- Time for Annihilation (2010)
- The Connection (2012)
- F.E.A.R. (2015)
- Crooked Teeth (2017)
- Who Do You Trust? (2019)
- Ego Trip (2022)

#### Fight the Sky
- Seven Deadly Songs (nikdy nevydáno; nahráno v roce 2004)